# PhyloCode
PhyloCode, International Code of Phylogenetic Nomenclature, är ett förslag till en regeluppsättning för fylogenetisk namngivning.

## Översikt
PhyloCode föreslår att den fylogenetiska nomenklaturen ska regleras genom att man tar fram regler för hur man ska bestämma vilka namn och definitioner som ska anses vara etablerade, och vilken av dem som ska anses vara homonymer eller synonymer, och vilken uppsättning av synonymer eller homonymer som ska anses vara accepterad.